# يومنيوم
يومنيوم (باللاتينية: Iomnium) كانت مدينة رومانية بربرية في موريطانيا القيصرية. وهي ميناء كان يقع في مدينة تيقزيرت الحالية بالجزائر.